# Meseta de las Praderas
La Couteau des Prairies (original en francés) o meseta de las Praderas es una vasta meseta —320 km por 160 km— de la parte norcentral de los Estados Unidos que se extiende por las praderas de las Grandes Llanuras situadas al este de Dakota del Sur y al suroeste de Minnesota y de Iowa.
La meseta de las Praderas fue llamada así por los primeros exploradores franceses y canadienses en la época de la Nueva Francia.
Esta meseta está formada por espesos depósitos glaciales, restos de muchos períodos glaciares, hasta alcanzar un espesor de unos 275 m. Hay una pequeña cresta de esquistos resistentes del Cretácico. Durante la última glaciación (Pleistoceno), los dos lóbulos del glaciar parece que discurrieron alrededor de la meseta, formando las llanuras laterales de la meseta de las Praderas.
En la meseta hay muchos pequeños lagos glaciales. Está encañada por el río Big Sioux, en Dakota del Sur, y el río Cottonwood en Minnesota.
Se han explotado canteras de carnalita en la meseta desde tiempos inmemoriales por los amerindios, debido a que utilizaban este mineral de color marronrojizo, para sus pipas de la paz. Las canteras están situadas en el «Monumento Nacional Pipestone», en el suroeste de Minnesota y de Dakota del Sur.
- Datos: Q1136590
- Multimedia: Coteau des Prairies / Q1136590